# Grammentin
Grammentin là một đô thị thuộc huyện Mecklenburgische Seenplatte (trước thuộc Vorpommern-Greifswald (trước thuộc Demmin)), bang Mecklenburg-Vorpommern, Đức. Đô thị Grammentin có diện tích 17,21 km², dân số thời điểm ngày 31 tháng 12 năm 2006 là 252 người.